# Clinteria dimorpha
Clinteria dimorpha är en skalbaggsart som beskrevs av Gilbert John Arrow 1916. Clinteria dimorpha ingår i släktet Clinteria och familjen Cetoniidae. Inga underarter finns listade i Catalogue of Life.